# Werder-Gewehr M/1869
Das bayerische Werdergewehr M/1869 war das erste Hinterladergewehr der deutschen Länder mit Metallpatrone und Zentralfeuerzündung. Es wurde ab 1869 in verschiedenen Ausführungen als offizielle Langwaffe für die Bayerische Armee eingeführt.

## Entwicklung
Der Deutsche Krieg von 1866 hatte die Überlegenheit von Hinterladergewehren gegenüber den bis dahin gebräuchlichen Vorderladern gezeigt. 1867 legte der technische Direktor der Maschinenfabrik Cramer-Klett in Nürnberg, Johann Ludwig Werder, der Königlich-Bayerischen Handfeuerwaffen-Versuchskommission unter der Leitung von Feldzeugmeister Prinz Luitpold von Bayern ein von ihm konstruiertes neues Hinterladergewehr mit Fallblockverschluss vor. Es handelte sich um einen Einzellader für Metallpatronen mit Zentralfeuerzündung. Der Werdersche Verschluss erlaubte die für damalige Verhältnisse hohe Schussfolge von bis zu 18 Schuss pro Minute, die nur von sehr geübten Schützen erreicht werden konnte.
Auf „allerhöchste Entschließung“ des dreiundzwanzigjährigen Königs Ludwig II. wurde zum 18. April 1869 das Werdergewehr in der Bayerischen Armee eingeführt. Werder erhielt für seine Gewehrkonstruktion das „Ritterkreuz Erster Klasse des Verdienstordens vom Heiligen Michael“.
Werder verlangte für seine Konstruktion die Summe von 15.000 Gulden sowie das Recht der anderweitigen Verwendung.

## Produktion
Das Werdergewehr wurde in der Amberger Königlich Bayerischen Gewehrfabrik hergestellt, außerdem in Suhl. Laut Akten wurden 106.000 Werdergewehre produziert, jedoch sind auch Waffennummern um 120.000 bekannt. Die Gesamtzahl aller zwischen 1869 und 1873 hergestellten Werdergewehre wird auf etwa 127.000 Stück geschätzt. Im Jahr 1875 beschloss man die Anschaffung von Werdergewehren „neuer Art“. Die bestehenden Gewehre sollten modernisiert werden, was unter anderem die Aptierung auf das Kaliber 11 × 60 mm R einbezog. 
Dazu sollte der Bestand an modernen Infanteriegewehren auf 200.000 aufgestockt werden. Die Gewehre „neuer Art“ wurden hauptsächlich von der Waffenfabrik Steyr bezogen (ca. 20.000) und aus Amberg (ca. 5.000). 
1877 jedoch entschied man sich dazu, die Arsenale mit 53.000 Mauser M/71-Gewehren zu ergänzen. Dies war gleichzeitig das Ende des Werdergewehrs als Alleingang Bayerns. Ab 1882 war die einheitliche Bewaffnung der Infanterie des deutschen Heeres nahezu erreicht.

## Ausführungen
- Werdergewehr M/1869 (altes Modell)
- Werdergewehr M/1869 (neues Modell)
- Werder-Karabiner M/1869
- Werder-Pistole M/1869
- Werder-Gendarmerie-Gewehr M/1869/1873

Ursprünglich hat das Modell M/1869 für die Werder-Patrone ein Schiebevisier, das aptierte Modell für die stärkere Patrone M71 verfügt über ein Rahmen-Schiebevisier mit 2 Kimmen bis 1200 Meter. Der Fallblockverschluss war jedoch nicht für die deutlich stärkere Patrone ausgelegt und es kam häufig zu Störungen und Verschlussklemmern. Eine Nachbearbeitung der Waffen brachte keine Abhilfe.
Als Bajonett fand eine damals übliche Yatagan-Form Verwendung, später erfolgte eine Änderung zur Aufnahme des preußischen Bajonetts M71.

## Varianten

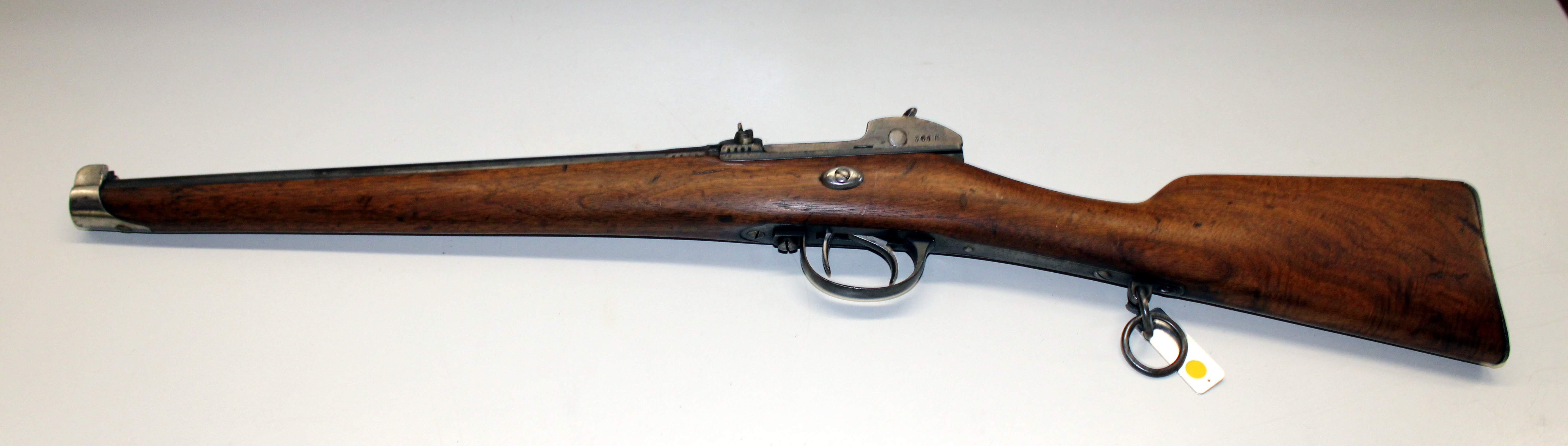
Karabiner M 69 Werder Waffe links in der WTS-Koblenz.

Für die Kavallerie entstanden etwa 4000 Karabiner M/69 (Drall 785 mm), einschließlich einer ebenso hohen Zahl an Werder-Pistolen. Die Gendarmerie erhielt Gendarmeriekarabiner M/69 in einer Zahl von etwa 2.639 Stück. Diese Gewehre wurden bei der Firma Francotte in Lüttich bestellt.

## Munition
Ursprünglich war das Werdergewehr für eine entsprechend angepasste Werder-Patrone (11 × 50 mm R) mit 4,3 g Schwarzpulver-Füllung ausgelegt. Karabiner und Pistole erhielten eine auf 35,05 mm verkürzte Hülse mit einer auf 2,5 g Schwarzpulver reduzierten Ladung. Das Geschoss blieb gegenüber dem Gewehr gleich.
Nach der Reichsgründung wurde die Waffe zwecks Vereinheitlichung 1875/1876 auf die Mauserpatrone M71 (11 × 60 mm R) aptiert, das Patronenlager wurde aufgerieben und ein anderes Visier für die größere Schussweite der M71-Patrone angebracht. Gewehre, die von Beginn an für die Patrone 11 × 60 mm R eingerichtet waren, erhielten die Bezeichnung M/69 n.M. (neuen Musters).
Das Geschoss der Patrone M/69 erreichte eine Mündungsgeschwindigkeit von 385,5 m/s, mit der Patrone 71 wurden 432,6 m/s erreicht. Die maximale Schussweite stieg dadurch von 2200 auf 3000 Meter.
Der Geschossdurchmesser des Projektils der „Scharfen Patrone M/69“ für das Werdergewehr betrug 11,51 mm, das Bleigeschoss wog 21,96 g. Die Hülsenlänge betrug 49,69 mm, die Pulverladung 4,3 g (66 grs), die ganze Patrone wog 36 g. Ein Infanterist trug 80 Patronen mit sich, die es zusammen mit den Einsatzschachteln auf 3,2 kg Gewicht brachten.

## Krieg 1870/71
Bei Ausbruch des Krieges 1870 gegen Frankreich waren erst vier Jägerbataillone mit dem Werdergewehr ausgerüstet, als der Krieg endete, waren es 12 von 58 Bataillonen. Alle anderen Formationen führten das Podewilsgewehr M57/67, einen zum Hinterlader aptierten Vorderlader. Durch die schnelle Schusskadenz erwarb sich das Werdergewehr allgemein die Bezeichnung „Bayerisches Blitzgewehr“.
Die gute Schusspräzision führten schon die Zeitgenossen „auf geringe Differenzen von höchstens ± 7 Meter in der Geschoßanfangsgeschwindigkeit“ zurück, die auf der Regelmäßigkeit und deshalb gleichmäßiger Verbrennung des verwendeten Schwarzpulvers beruhe.

## Kuriosa
Der Werder-Gendarmeriekarabiner erhielt eine gewisse Bekanntheit bei der Festnahme des Mathias Kneißl am 5. März 1901, als der Gendarmerieoberleutnant Karl Küster insgesamt 20 Gendarmen in zwei Gruppen abwechselnd Kneißls Versteck beschießen ließ: Bei 772 verschossenen Patronen ergaben sich 267 Ladehemmungen und 37 Versager, also 40 % Ausfallrate. Zum Teil mussten die Hülsen mit den Entladestöcken aus dem Patronenlager getrieben werden, so dass die Zuschauer den Eindruck bekamen, es handele sich um Vorderlader. Dennoch wurde Kneißl schwer verletzt.
In seinem Film Räuber Kneißl lässt Marcus H. Rosenmüller die Gendarmen das Gewehr 88 tragen, also nicht den eigentlich für Gendarmen korrekten Gendarmeriekarabiner 88. Dazu war der Karabiner 88 bei den bayerischen Gendarmen auch später nicht eingeführt (es gab nur ein preußisches und ein badisches Modell), also ein Anachronismus in zweifacher Hinsicht.